# Busplaner
Busplaner (Eigenschreibweise: busplaner) ist ein IVW-geprüftes Magazin für Omnibusunternehmer, Betriebe des öffentlichen Personennahverkehrs (ÖPNV), Fernbusbetriebe und Gruppenreiseveranstalter und erscheint viermal jährlich im deutschsprachigen Raum (D, A, CH). Die verbandsunabhängige Fachzeitschrift erscheint im Huss-Verlag in München. Gegründet wurde busplaner 1994 von Verleger Wolfgang Huss.
busplaner versorgt als verbandsunabhängige Fachzeitschrift private Omnibusunternehmer und Reiseveranstalter mit Informationen zu den Themen Unternehmensstrategie, Mobilität, ÖPNV und Technik. busplaner erhalten Busunternehmen, die ÖPNV-Branche und Reiseveranstalter im deutschsprachigen Raum. Ergänzend präsentiert die Redaktion Touristikteil monothematisch Reiseziele und Erlebniswelten.
Unter der Dachmarke busplaner erscheinen zwei Publikationen in einer: Das Trägerheft busplaner und ein Sonderheft busplaner Touristik. Letzteres widmet sich monothematisch touristischen Inhalten und liegt auch der Zeitung Unterwegs auf der Autobahn bei.
Neben der Print-Ausgabe gibt es einen wöchentlich erscheinenden Online-Newsletter sowie eine Reihe von Zusatzprodukten, wie das jährlich aktualisierte Nachschlagewerk bustouren und das Gruppen-Handbuch mit Ausflugszielen für Firmen, Schulen und Vereine.

## Internationaler busplaner Nachhaltigkeitspreis
Ausgezeichnet werden Unternehmen aus der Omnibusbranche, die in zukunftsweisender Richtung ökonomischen Erfolg mit sozialer Verantwortung und Schonung der Umwelt verbinden und deren nachhaltiges Handeln zu weiterem Wachstum und Wohlstand führt. Der Preis wird alle zwei Jahre von der busplaner und dem HUSS-VERLAG vergeben.

## busplaner Innovationspreis
Aktuell herausragende Entwicklungen bei Bussen und Komponenten sowie bei touristischen Leistungen will die Leserwahl busplaner Innovationspreis widerspiegeln. Die Redaktion der Fachzeitschrift busplaner nominiert in 15 Kategorien jeweils fünf Kandidaten für die die Leser abstimmen dürfen. Der Preis wird alle zwei Jahre von der busplaner und dem HUSS-VERLAG vergeben.

## Der Schönste Bus
Die Redaktion der Fachzeitschrift busplaner sucht jedes Jahr den schönsten Bus. Bewerben können sich Busunternehmer und ÖPNV-Betreiber mit einem Foto ihres „Schönsten Busses“. Gekürt wird der „Schönste Bus“ via Onlinewahl. Der Siegerbus schmückt im Anschluss den Titel der nächsten Ausgabe der Fachzeitschrift busplaner.